# مسرح شاتليه
مسرح شاتليه (
تنطق بالفرنسية: [teɑtʁ dy ʃɑtlɛ]) هو مسرح ودار أوبرا، يقع في بلاس دو شاتليه في الدائرة الأولى بباريس، فرنسا.
تم بناء أحد المسرحين (الآخر هو مسرح المدينة) في موقع شاتليه أو قلعة صغيرة أو حصن، وقد صممه غابرييل ديفيود بناءً على طلب البارون هوسمان بين عامي 1860 و1862. وقد أطلق عليه في الأصل اسم المسرح الإمبراطوري في شاتليه (بالفرنسية: Théâtre Impérial du Châtelet)، خضع لإعادة تصميم وتغييرات في الاسم على مر السنين. حاليا يتسع لـ2.500 شخص.

## الفهرس
- Allison, John, ed.(2003). Great Opera Houses of the World, supplement to Opera Magazine, London.
- Wild, Nicole (1989). Dictionnaire des théâtres parisiens au XIXe siècle: les théâtres et la musique. Paris: Aux Amateurs de livres. (ردمك 978-0-8288-2586-3). (ردمك 978-2-905053-80-0) (paperback).

## وصلات خارجية
- الموقع الرسمي
- ملف فلورميك نسخة محفوظة 11 يوليو 2011 على موقع واي باك مشين.